# Haliophasma coronicauda
Haliophasma coronicauda är en kräftdjursart som beskrevs av Barnard 1925. Haliophasma coronicauda ingår i släktet Haliophasma och familjen Anthuridae. Inga underarter finns listade i Catalogue of Life.